# Bellactis
Bellactis is een geslacht van zeeanemonen uit de klasse van de Anthozoa (bloemdieren).

## Soort
- Bellactis ilkalyseae Dube, 1983